# Углицкая провинция
У́глицкая прови́нция — одна из провинций Российской империи. Центр — город Углич.

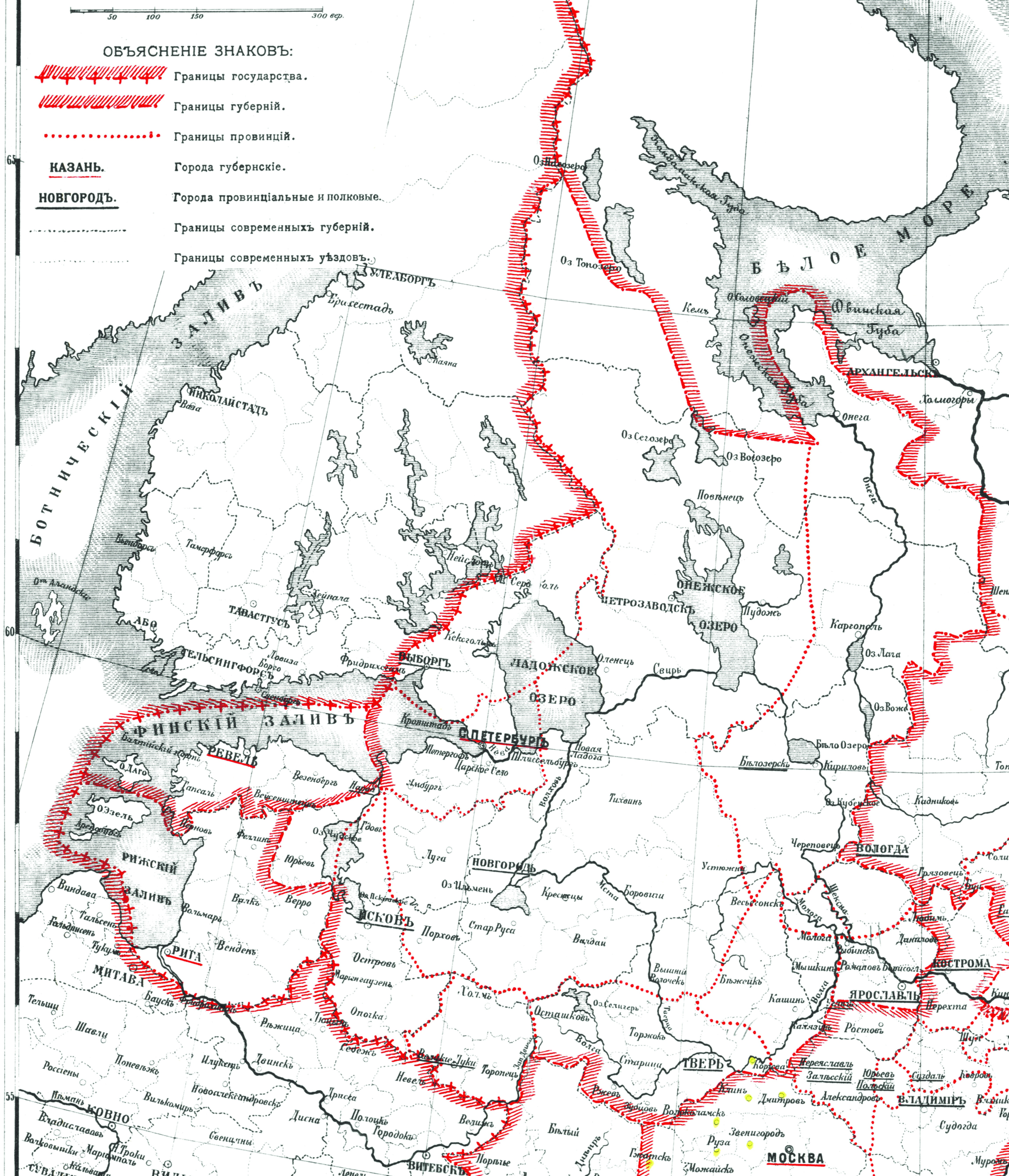
Провинция на карте Санкт-Петербургской губернии в границах 1720-х годов

Углицкая провинция была образована в составе Санкт-Петербургской губернии по указу Петра I «Об устройстве губерний и об определении в оныя правителей» в 1719 году. В состав провинции были включены города Углич, Бежецкий Верх и Кашин. По ревизии 1710 года в провинции насчитывалось 25,9 тыс. крестьянских дворов.
В 1727 году Углицкая провинция была передана в состав Московской губернии.
В ноябре 1775 года деление губерний на провинции было отменено.